# 帕氏凹鰭綿鳚
帕氏凹鰭綿鳚，為輻鰭魚綱鱸形目绵鳚亞目绵鳚科的其中一種，分布於西北太平洋的俄羅斯堪察加半島海域，屬底棲性魚類，棲息深度在水深53至160公尺，體長可達12.4公分。

## 扩展阅读
維基物種上的相關：帕氏凹鰭綿鳚